# Bogø-Stubbekøbing
Bogø-Stubbekøbing betegner færgeruten, som over farvandet Grønsund forbinder Bogø Havn med Falsters købstad, Stubbekøbing.

## Færger på ruten
I 1881 var der kommet dampskibsforbindelse og postbefordring to gange daglig mellem Stubbekøbing, Bogø, Masnedsund (jernbanestation) og Grønsund (Møn).
Blandt færgerne på ruten Bogø-Stubbekøbing kan nævnes
- Bogø (ca. 1898-1917)
- Grønsund (1904-1925)[3]
- Frem (1918-1935)
- Inger (1935-1943)
- Koster (1943-1957)
- Gudrun (1944-1979)[4]
- Jacob Nielsen (1957-1959)
- Ida (1959-nu, og fra 1998 fortsat i drift i sommermånederne)
- Gammelør (1979)
- Grønsund (ex Gammelør) (1979-1995)[5]

Færgen Ida har sejlet ruten siden den blev bygget i Stege værft i 1959. I 1998 skiftede den til sommerdrift. Den har plads til 98 passagerer og 12 biler, og bliver også brugt af cykelturister. Den har skruer i begge ender, og drives af en 3-cylindret Alpha dieselmotor på 154 kW.
En omfattende renovering af Ida blev sat i gang i 2008 med fokus på færgens oprindelige kvaliteter. Skibet har stor kulturhistorisk værdi, og i en halv snes år frem til 2013 blev det renoveret for omkring 7 mio. kr. Skibsbevaringsfonden har støttet renoveringsarbejdet med 1,64 mio. kr.

## Rutens økonomi
Tidligere dækkede Storstrøms Amt, Møn Kommune og Stubbekøbing Kommune færgerutens drift, idet billetindtægter ikke formåede at finansiere overfartens drift.
For driften af færgen Ida står Rederiet Bogø-Stubbekøbing. Det er et tværkommunalt samarbejde mellem Guldborgsund Kommune og Vordingborg Kommune samt foreningen Idas Venner. Administration med havnechef er placeret på havnekontoret i Vordingborg.

## Færgelejet i film
En af den første Olsen-Banden-films sidste scener er optaget på Bogø Havn. Her spiller færgelejet en central rolle, for Egon Olsen bliver arresteret på Bogø Havn, og en betjent kører sin politibil i færgelejet ved Bogø Havn.